# Andrew Mast
Andrew Mast (* 26. März 1967 in Mason City/Iowa) ist ein US-amerikanischer Musikpädagoge und Dirigent.
Mast studierte bis 1989 Musikerziehung an der University of Iowa und unterrichtete dann Instrumentalmusik an Schulen in Urbandale und Madrid, Iowa. Von 1992 bis 1997 setzte er seine Ausbildung an der University of Minnesota bei Craig Kirchhoff und Paul Haack fort. Zugleich war er Leiter der School Bands der Shakopee High School. Von 1997 bis 1999 arbeitete er an seiner Dissertation zum Thema The History of the Mason City (Iowa) Community and High School Bands, 1920–1999 bei dem Mentor Myron Welch.
Ab 1999 unterrichtete Mast Dirigieren und Musikerziehung an der Saint Ambrose University. Er war außerdem Direktor der Universitätsbands, dirigierte die Symphonic Band und das University Community Orchestra, zudem das Quad City Wind Ensemble und die Quad City Area Youth Wind Symphony. 2003 und 2004 unterrichtete er Dirigieren bei den Sommercamps in Interlochen. Im Jahr 2004 wurde er Professor am Lawrence Conservatory of Music in Appleton, Wisconsin und Dirigent des Wind Ensemble und der Symphonic Band. 2006 wirkte er als Gastdirigent am Pilsener Konservatorium. Mast ist Gründer und Leiter der Vincent Persichetti Society.